# Campylotropis wenshanica
Campylotropis wenshanica är en ärtväxtart som beskrevs av Pei Yun Fu. Campylotropis wenshanica ingår i släktet Campylotropis och familjen ärtväxter. Inga underarter finns listade i Catalogue of Life.